# Pawieł Stiepaniec
Pawieł Nikołajewicz Stiepaniec, ros. Павел Николаевич Степанец, ukr. Павло Миколайович Степанець, Pawło Mykołajowycz Stepaneć (ur. 26 maja 1987 w Horodni, w obwodzie czernihowskim) – ukraiński piłkarz, grający na pozycji pomocnika. W maju 2014 zmienił obywatelstwo na rosyjskie.

## Kariera piłkarska

### Kariera klubowa
Wychowanek miejscowej RWUFK Kijów, a potem klubu CSKA Moskwa. W 2004 rozpoczął karierę piłkarską w drużynie rezerwowej CSKA Moskwa. W 2006 został wypożyczony do Spartaka Niżny Nowogród, a w 2007 do Dynama Kijów, ale występował w tylko w drugiej drużynie Dynama. W 2009 został piłkarzem Urału Jekaterynburg. Na początku 2011 przeszedł do klubu Mordowija Sarańsk. 5 lipca 2013 roku podpisał 2-letni kontrakt z FK Ufa.

### Kariera reprezentacyjna
W 2002 debiutował w reprezentacji Ukrainy U-18. Występował również w młodzieżowej reprezentacji Ukrainy.